# Кипилово
Кипи́лово (болг. Кипилово) — село в Сливенській області Болгарії. Входить до складу общини Котел.

## Населення
За даними перепису населення 2011 року у селі проживали 569 осіб.
Національний склад населення села:
| Національність   | Кількість осіб | Відсоток |
| ---------------- | -------------- | -------- |
| болгари          | 511            | 92,7 %   |
| турки            | 33             | 6,0 %    |
| цигани           | 7              | 1,3 %    |
| інша             | 0              | 0 %      |
| не визначились   | 0              | 0 %      |
| Всього відповіли | 551            |          |

Розподіл населення за віком у 2011 році:
Динаміка населення: